# Alcaucín
Alcaucín és un municipi d'Andalusia, a la província de Màlaga.

## Història
El nom d'Alcaucín és d'origen àrab, es deriva del terme Al Cautín, que significa Els Arcs. Alguns autors plantegen la hipòtesi que el nom es va deure a l'existència d'un aqüeducte i altres a l'abundància de taxus, arbres de la fusta dels quals s'elaboraven els arcs de caça i guerra. La vila d'Alcaucín estén les seves terres pel nord de l'Axarquía, entre la serra de Tejeda i el relleu del corredor de Periana, entre l'espectacular "Boquete de Zafarraya" i les forestes de l'Axarquía. Els seus habitants són denominats "alcaucineños" i tenen el sobrenom de "tiznaos". El terme de municipal és de les zones de Màlaga que podem atestar com de les primeres a ser habitades per l'home, com documenten les excavacions realitzades al Boquete de Zafarraya en 1983 en les quals van aparèixer restes humanes, entre ells una mandíbula, que va pertànyer a un home Neandertal.
Durant l'època de colonització fenícia, es van posar els fonaments de la Fortalesa de Zalía, però van ser els àrabs els qui van construir l'actual castell fins que en 1485 va ser conquistat pels Reis Catòlics. No es coneix més dades rellevants fins a l'arribada de l'ocupació francesa (1810-1812), on va quedar reflectida en un dels llibres de difunts que es guarden en l'arxiu de la parròquia. El terratrèmol que va assolar la zona nord de l'Axarquía, el dia de Nadal de 1884 va ocasionar quantioses pèrdues humanes, d'animals i cases. El camí més directe per a arribar, des de Màlaga, és a través de l'autovia fins a Vélez. Una vegada allí ens desviarem per la carretera de La Viñuela i seguirem pujant fins a arribar al Puente Don Manuel, en la qual veurem el camí que ens durà directament a Alcaucín. Res més entrar al poble tindrem davant nosaltres un exemple clar de poble morisc, amb cases baixes, façanes emblanquinades i sobretot, una distribució desordenada i sinuosa de carrers estrets. El punt referencial del nucli urbà és la plaça de Sant Sebastià, avui de La Constitució seu de l'Església i l'Ajuntament. Els edificis i cases més notables del poble corresponen als segles XVII i xviii.